# Зерноїд біловусий
Зерноїд біловусий (Sporophila lineola) — вид горобцеподібних птахів родини саякових (Thraupidae). Мешкає в Південній Америці.

## Опис
Довжина птаха становить 10-11 см, вага 7,5-12 г. Виду притаманний статевий диморфізм. У самців голова чорна, лоб і щоки білі. Верхня частина тіла чорна, нижня частина тіла біла. На крилах невеликі білі "дзеркальця". Дзьоб чорнуватий. Забарвлення самиць і молодих птахів переважно охристе або оливково-коричневе, нижня частина тіла у них світліша, дзьоб тьмяно-жовтуватий.

## Поширення і екологія
Біловусі зерноїди гніздяться на сході Бразилії (від Мараньяну і Піауї до Ріу-Гранді-ду-Норті і Алагоаса), а також на півдні Бразилії (на південь від штату Мату-Гросу-ду-Сул і південного Мінас-Жерайсу), на південному сході Болівії, в Парагваї та на півночі Аргентини (на південь до Тукуману і Сантьяго-дель-Естеро). Південні популяції взимку мігрують на північ, на більшу частину континенту на схід від Анд. Бродячі птахи спостерігалися в Панамі і Коста-Риці, а також були зафіксовані в Чилі на висоті 4250 м над рівнем моря.
Біловусі зерноїди мешкають в сухих тропічних лісах і чагарникових заростях Чако і каатинги, на луках і пасовищах. Зустрічаються переважно на висоті до 500 м над рівнем моря. Живляться насінням. Сезон розмноження на сході Бразилії триває з березня по червень, у південних популяцій — з листопада по лютий. Гніздо чашоподібне, робиться з стебел і корінців трав, скріплених павутинням, розміщується в чагарниках або на дереві. В кладці зазвичай 2 білуватих яйця, поцяткованих темно-коричневими плямками. Інкубаційний період триває 10-12 днів. Насиджує лише самиця, за пташенятами доглядають і самиці, і самці. Вони покидають гніздо через 10 днів після вилуплення. За сезон може вилупитися кілька виводків.